# Tiquadra guillermeti
Tiquadra guillermeti är en fjärilsart som beskrevs av Pierre E.L. Viette 1988. Tiquadra guillermeti ingår i släktet Tiquadra och familjen äkta malar. Inga underarter finns listade i Catalogue of Life.